# Calciumlactat
Calciumlactat (auch Kalziumlaktat) ist das Calcium-Salz der Milchsäure.

## Vorkommen
Calciumlactat kommt natürlich in altem Käse vor, wo es von Bakterien bei der Reifung aus ursprünglich enthaltener Milchsäure gebildet wurde und teils an der Oberfläche auskristallisiert. Das Doppelsalz von Calciumlactat und Calciumgluconat heißt Calciumlactatgluconat.

## Gewinnung und Darstellung
Calciumlactat kann durch Neutralisation von Calciumhydroxid mit Milchsäure hergestellt werden. Auch kann sie direkt aus der Fermentation zur Herstellung von Milchsäure gewonnen werden. Dazu wird Calciumcarbonat kontinuierlich zu den Milchsäurebakterien hinzugegeben und dadurch das Calciumlactat ausgefällt.

## Verwendung
In der Lebensmittelindustrie wird es Lebensmitteln als Feuchthaltemittel und Säureregulator zugesetzt. Mit Pektin, welches in Fruchtschalen enthalten ist, reagiert Calciumlactat zu unlöslichem Calciumpektinat, das Obst und Gemüse härtet. Es wird daher zur Behandlung von aufgeschnitten verkauftem Obst verwendet, um dessen Haltbarkeit zu verlängern und für länger anhaltend festes Fruchtfleisch zu sorgen. Es ist in der EU als Lebensmittelzusatzstoff der Nummer E 327 für alle Lebensmittel, die Zusatzstoffe enthalten dürfen, zugelassen. Für Lebensmittel aus „Ökologischer Landwirtschaft“ ist E 327 nicht zugelassen.
Calciumlactat gilt allgemein als unbedenklich, lediglich für Allergiker wird eine Bedenklichkeit genannt. In diätetischen Lebensmitteln dient es als Mineralergänzung und wird auch medizinisch gegen Calcium-Mangel eingesetzt. Eine weitere medizinische Nutzung ist die als Antazidum.
Es wird weiterhin auch in Mundwässern und Zahnpflege-Kaugummis eingesetzt. In Verbindung mit Xylitol kann es die Remineralisierung von Zahnschmelz befördern.